# 인터로이드
주식회사 인터로이드(영어: InterRoid)는 대한민국의 AI 전문 기업이다. 2025년 4월 2일에 사명을 주식회사 에이아이더뉴트리진에서 인터로이드로 사명을 변경하였다. AI 기반 음성 자동화(Voice Call Automation) 솔루션을 제공하고 있다.  실시간 STT + Chatbot + 실시간 TTS를 하나의 스트리밍 파이프라인으로 통합한 SeiRen 플랫폼을 제공하고 있다.
챗봇(Chatbot)과 콜봇(Callbot)에서 가장 핵심적인 사항이 할루시네이션(Hallucination) 현상을 방지하는 기술이며, 인터로이드는 자체 개발한 SeiRen Chatbot Builder를 이용하여 답변을 통제하고 관리할 수 있게 제공한다. Chatbot Builder는 No Code기반으로 현업사용자의 직관적인 업무지식을 그대로 문서 편집하듯이 개발할 수 있고, RAG와 사내 Database와 연동하여 고객응대를 가능하게 할 수 있다.
AI 사업 초기부터 진행하던 AutoML 및 MLOps 플랫폼 사업도 병행한다. 또한 이미지 처리(Image Processing) 분야에 많은 실적을 보유하고 있다. 객체탐지, 동영상 분석, OCR, 유사이미지 검색 등 다양한 산업의 AI Vision 수요를 충족시키고 있다.